# Municipio de Lodema
El municipio de Lodema (en inglés: Lodema Township) es un municipio ubicado en el condado de Pembina en el estado estadounidense de Dakota del Norte. En el año 2010 tenía una población de 69 habitantes y una densidad poblacional de 0,74 personas por km².

## Geografía
El municipio de Lodema se encuentra ubicado en las coordenadas 48°40′26″N 97°36′3″O / 48.67389, -97.60083. Según la Oficina del Censo de los Estados Unidos, el municipio tiene una superficie total de 93.73 km², de la cual 93,73 km² corresponden a tierra firme y (0 %) 0 km² es agua.

## Demografía
Según el censo de 2010, había 69 personas residiendo en el municipio de Lodema. La densidad de población era de 0,74 hab./km². De los 69 habitantes, el municipio de Lodema estaba compuesto por el 98,55 % blancos y el 1,45 % eran de una mezcla de razas. Del total de la población el 0 % eran hispanos o latinos de cualquier raza.